# Peperomia mosenii
Peperomia mosenii är en pepparväxtart som beskrevs av Gustav Adolf Hugo Dahlstedt. Peperomia mosenii ingår i släktet peperomior, och familjen pepparväxter. Inga underarter finns listade i Catalogue of Life.